# ドミニオン・ヴォーティング・システムズ

ドミニオン・ヴォーティング・システムズ社ロゴマーク

ドミニオン・ヴォーティング・システムズ（英:Dominion Voting Systems Corporation）はカナダ・アメリカの投票集計システム提供企業。2016年業界シェア率でカナダ第1位、全米第2位。
社名翻訳が一定しておらずドミニオン・ヴォーティング・システムズ（BBC、毎日新聞、WSJ、CNN)、ドミニオン・ボーティング・システム（朝日新聞）、ドミニオン・ヴォーティング(WSJ)、ドミニオン集計システム(ロイター)、ドミニオン投票システムズ(AFP）などがある。また、使用例は少ないながらDVSとの表記も見られるが、もっとも多い使用例は略称のドミニオン社である。なお、ドミニオンは英語で自治領を意味する一般単語であり、他にもドミニオンと略される企業等が存在するため略称使用時には留意が必要である。
このページでは便宜上、「ドミニオン社」を使用する。

## 概要
ドミニオン社は、2002年(法人としては2003年)にカナダのトロントにて、ジェームズ・フーバー(James Hoover)とジョン・プロス(John Poulo)によって設立された。カナダで投票の自動集計システムを提供する企業自体が珍しく、瞬く間に業績は拡大。2010年5月19日には米国最大の投票機メーカーであるElection Systems & Software(ES＆S、英語版）社から米Premier Election Solutions社(プレミア選挙ソリューション社、33州1,400管轄区域、英語版)を買収し米国市場への巨大な足掛かりを得た。なお、これはシェア60％を握っていたES＆S社が前年の2009年にプレミア社を買収した後に、米国市場を独占するシェア率であり独禁法違反状態であると米司法省から判断を下されていた為にES＆S社がやむを得ず売却命令に従ってプレミア社を手放したものである。このプレミア社を手に入れた事でドミニオン社は多くの光学スキャニング技術も手に入れた。さらに同年2010年6月4日には米カルフォルニア州のSequoia Voting Systems(セコイア投票システム、16州300管轄区域、英語版)も買収し勢力を伸ばした。カナダを基盤に米国で急速に勢力を増したドミニオン社は、2016年米国大統領選挙時点には1,600の管轄区域で7,000万人の投票を集計する勢力にまで成長した。

## 2020年大統領選挙集計
2020年の米大統領選に関して、トランプ陣営からドミニオン社の商品に関する不正選挙疑惑をかけられている。
2021年3月26日、ドミニオン社はFOXニュースが根拠のないまま選挙不正に加担したと報道し続けたとしてデラウェア州裁判所に名誉毀損で訴えた。損害賠償の請求額は16億USドル。FOXニュース側は法廷で争うとコメントしたものの、訴訟の過程でFOXニュース内部では多くの人々がドミニオンの選挙不正疑惑を愚かな主張と考えていたことが明らかとなっていき、それに連れてFOXニュースに対する批判が強まっていった。2023年4月18日にFOXニュースはこれらの報道について誤りであったことを認めると共に7億8750万USドル（約1000億円）を支払うことでドミニオンと和解したと発表し、FOXニュース側が事実上敗訴した。公表されている中でのメディア企業の和解額としてはアメリカ史上最大となった。

## 商品
ドミニオン社は、カナダとアメリカにて投票に関するハードウェアとソフトウェアを発売している。下記商品は2020年11月22日現時点での公式ホームページに掲載された商品ラインナップである。

### Democracy Suite Election Management System
Democracy Suite Election Management System(デモクラシー・スイート・選挙管理システム)は、あらゆる選挙シナリオに対応する多彩なソリューションがこの選挙管理システムである。略称はEMS。明記は無いもののDemocracy Suiteは後述全商品の統合パッケージだと推測されEMSはその管理部分だけを示している可能性がある。2020年11月23日時点でのDemocracy Suiteの米国選挙支援委員会(EAC)に提出承認された最新版はDemocracy Suite 5.5である。選挙の構築、投票と集計、集計とレポート、選挙の監査までを行い選挙プロジェクトを構築するための必要なすべてのツールがそろっているとしている。地区、候補者、投票場所、ハードウェアのインポート、エントリ、追跡を管理。ニーズに合わせてカスタマイズする広範なオプションを提供。投票レイアウトの自動化が可能で、オーディオ投票にも対応している。また、集計やレポート送信機能も備えており、物理データ転送を使用して、または、ネットワークを使用してデータベースに登録する集計機能も保持している。カルフォルニア州政府公式サイト上には、2020年1月15日版の詳細なDemocracy Suite Version: 5.10-CA::11のUse Proceduresの516ページにおよぶPDFマニュアルが掲載されていて、事実上の全商品の詳細仕様書と同等の記載になっている。EMSのハードウェアーレベルでの実装はDell Precision T3430 workstation及びDell R640 serverであり、これに後述の各種システムを組み込んだものと推定される。

### IMAGECAST X
IMAGECAST X(イメージキャストX)は期日前投票システムである。略称はICX。直観的で投票者が使いやすいのを売りにしているICXの2020年1月15日カルフォルニア版の標準構成は標準量産品のアンドロイド端末(Intel Atom CPU Z3735Fベース)に2GB RAM、32GSSDにHP LaserJet Pro 402dne、標準インターフェイスにUSB stick with election files、プリンター、Smart Card Reader、AVS deviceとなっている。

### IMAGECAST Precinct
IMAGECAST Precinct(イメージキャスト・プレシンクト)は、投票用紙スキャンシステムである。略称はICP。およそ10万台を超える台数が使われているとしている。同社の主力商品である。2020年11月22日時点でのICPの米国販売業者での表記価格は1050ドル。下部投票箱パーツは折り畳み運搬が可能らしく、投票箱組み立てと、上部スキャナ取り付け、設営方法の動画を販売会社が動画公開している。公式ホームページには記載ないがバージョンがあるらしく、IMAGECAST Precinct2(ICP2)の記述がカルフォルニア版PCDのP22に記載が見える。それによればICP2の標準仕様はLinux Operating System、NXP i.MX6 Dual Core Processoを登載し、SDカードスロット登載、5.7” LCD タッチパネルに、プリンターとしてInternal thermal printerの記載が見える

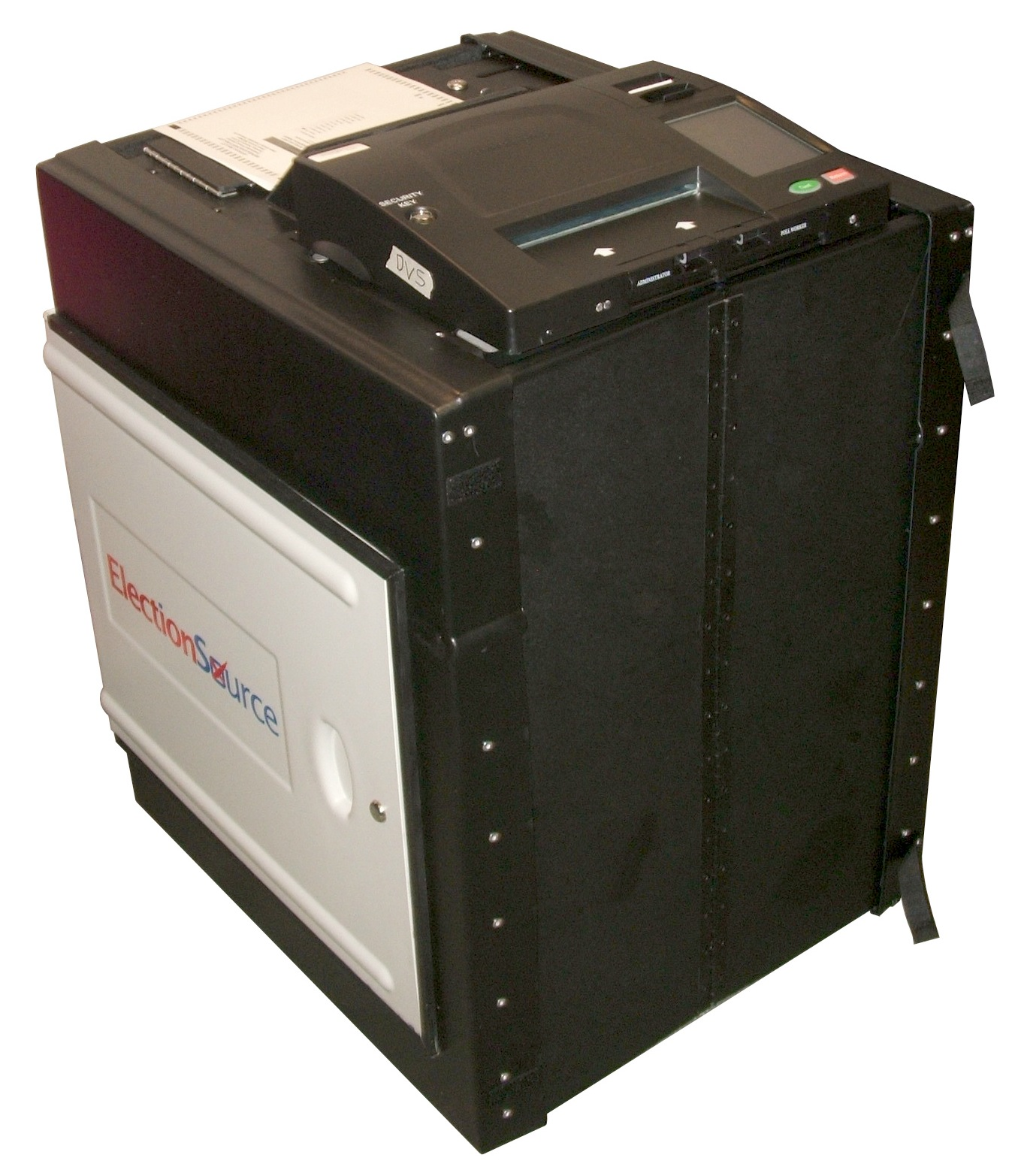
ドミニオン社の商品イメージキャスト・プレシンクト(投票集計システムの一部である光学スキャナ)

### IMAGECAST EVOLUTION
IMAGECAST EVOLUTION(イメージキャスト・エボリューション)はオールインワン光学スキャンタビュレーター＆投票マーキングデバイスである。略称はICE。2020年現時点で完全統合投票マーキングデバイスとしては、市場で唯一のオールインワンモデルだと、ドミニオン社は記載している。プレシンクトの上位最新機種に該当する。OSはLinux Operating System、CPUはMPC8347E PowerPC Processor、18.5インチのタッチスクリーンLCDパネルを持ち、手が不自由でも簡単なタッチパネル操作で投票用紙を印刷して投票できる他に、目の不自由な人でも音声操作にて投票印刷可能なシステムを実装可能である。

### IMAGECAST CENTRAL
IMAGECAST CENTRAL(イメージキャスト・セントラル)は中央集計システムである。略称はICC。3種類の選挙スキャナーと互換性があり、選挙管理人が中央カウントプロセスのために必要な機能すべてをそろえており、この1台で集計集約する事が可能だとしている。ICCの2020年1月15日カルフォルニア版の標準構成はハードウェアがDell 3050 All-in-One PC workstation、OSがWindows 10 Pro, version 1803 64-bit、インターフェイスに1-wire iButton Reader、Compact Flash card reader、 Scanner、接続スキャナがCanon DR-G1130、Canon DR-G2140、Canon DR-X10C、InterScan HiProである。

### Optional Solutions
オプションソリューションは、上記商品に付与できるオプション集である。

#### ImageCast Adjudication
ImageCast Adjudication(イメージキャスト・アジュディケーション)は、投票用紙に不正が無かったか審査する審査ステーションの自動化システムである。選挙管理人はこのシステムを使って選挙審査を大幅に自動化でき、コスト削減ができるとしている。

#### ImageCast Remote
ImageCast Remote(イメージキャスト・リモート)は統合海外市民不在投票法(UOCAVA)リモートアクセス可能な郵便による投票(RAVBM)に対応したシステムである。

#### Mobile Ballot Printing
Mobile Ballot Printing(モバイル・バロット・プリンティング)は、モバイル投票印刷アプリケーションを使用すると、いつでもどこでも簡単に投票用紙を印刷できるソリューションである。

#### Ranked Choice Voting
Ranked Choice Voting(ランクト・チョイタス・ヴォーティング)は、候補者表示システムである。候補者をランキング形式でわかりやすく表示するシステムである。

#### Ballot Audit Review
Ballot Audit Review(バレット・オーディット・レビュー)これは投票監査レビューである。選挙を監査して、認定された結果の正確性を保証する機能である。

#### Automated Test Decks
Automated Test Decks(オートメイテッド・テスト・デックス)は選挙の正確性を確認するためのテストプログラムである。ランダムに投票用紙を作成し、テスト読み取りさせる事ができる機能である。